# Gelterkinden
Gelterkinden (gsw. Gälterchinde) – gmina (niem. Einwohnergemeinde) w północnej Szwajcarii, w kantonie Bazylea-Okręg, w okręgu Sissach. 31 grudnia 2020 roku liczyła 6 218 mieszkańców. 

## Współpraca
Miejscowość partnerska:
- Lütschental, Berno